# 2003 FIFAワールドユース選手権
2003 FIFAワールドユース選手権は、2003年11月27日から12月19日にかけてアラブ首長国連邦で開催された20歳以下の世界選手権である。大会はアブダビ、アルアイン、ドバイ、シャールジャの4都市で合計52試合が行われ、ブラジルが5大会ぶり4度目の優勝を果たした。
当初は3月25日から4月16日までの開催予定であったが、イラク戦争の影響により開催延期となった。これによりイングランドのルーニー、ブラジルのロビーニョ、ジエゴ、アルゼンチンのテベスらの選手達が大会出場を辞退している。

## 出場国
| - アジア AFC - アラブ首長国連邦 (3大会振り2回目) 開催国 - ウズベキスタン (初出場) - 韓国 (2大会振り7回目) - サウジアラビア (2大会振り6回目) - 日本 (5大会連続6回目) - アフリカ CAF - エジプト (2大会連続4回目) - コートジボワール (3大会振り5回目) - ブルキナファソ (初出場) - マリ (2大会振り3回目) - オセアニア OFC - オーストラリア (7大会連続11回目) - 北・中米・カリブ海 CONCACAF - アメリカ合衆国 (4大会連続9回目) - カナダ (2大会連続5回目) - パナマ (初出場) - メキシコ (2大会振り10回目) | - 南米 CONMEBOL - アルゼンチン (6大会連続10回目) - コロンビア (5大会振り4回目) - パラグアイ (4大会連続7回目) - ブラジル (12大会連続13回目) - ヨーロッパ UEFA - アイルランド (2大会振り5回目) - イングランド (2大会振り7回目) - スペイン (2大会振り10回目) - スロバキア (初出場) - チェコ (2大会連続4回目) - ドイツ (3大会連続8回目) |

## グループリーグ

### グループA
| チーム           | 試 | 勝 | 分 | 敗 | 得 | 失 | 差 | 点 |
| ---------------- | -- | -- | -- | -- | -- | -- | -- | -- |
| ブルキナファソ   | 3  | 2  | 1  | 0  | 2  | 0  | +2 | 7  |
| スロバキア       | 3  | 2  | 0  | 1  | 5  | 2  | +3 | 6  |
| アラブ首長国連邦 | 3  | 1  | 1  | 1  | 3  | 5  | −2 | 4  |
| パナマ           | 3  | 0  | 0  | 3  | 1  | 4  | −3 | 0  |

| 2003年11月27日 20:30 |

| アラブ首長国連邦    | 1 – 4    | スロバキア                                                           |
| アル＝ワハイビ 72分 | リポート | ブレジンスキー 5分 · ハレナール 23分 · チェフ 48分 · ホロシュコ 81分 |

| シェイク・ザイード・スタジアム、アブダビ 観客数: 46,000 主審: オラシオ・エリソンド |

| 2003年11月28日 20:30 |

| パナマ | 0 – 1    | ブルキナファソ |
|        | リポート | バンセ 81分    |

| モハメド・ビン・ザイード・スタジアム、アブダビ 観客数: 4,500 主審: ロベルト・ロセッティ |

| 2003年12月1日 17:45 |

| ブルキナファソ | 1 – 0    | スロバキア |
| ゾンゴ 6分     | リポート |            |

| モハメド・ビン・ザイード・スタジアム、アブダビ 観客数: 3,500 主審: アハマン・アル＝デラワル |

| 2003年12月1日 20:30 |

| パナマ    | 1 – 2    | アラブ首長国連邦                   |
| グン 36分 | リポート | シェハブ 18分 (pen.) · サレー 80分 |

| モハメド・ビン・ザイード・スタジアム、アブダビ 観客数: 15,000 主審: フランク・デ・ブレーケル |

| 2003年12月4日 17:45 |

| アラブ首長国連邦 | 0 – 0    | ブルキナファソ |
|                  | リポート |                |

| モハメド・ビン・ザイード・スタジアム、アブダビ 観客数: 13,000 主審: オスカル・ルイス |

| 2003年12月4日 20:30 |

| スロバキア          | 1 – 0    | パナマ |
| ペチョフスキー 49分 | リポート |        |

| モハメド・ビン・ザイード・スタジアム、アブダビ 観客数: 4,000 主審: モハメド・ベヌザ |

### グループB
| チーム         | 試 | 勝 | 分 | 敗 | 得 | 失 | 差 | 点 |
| -------------- | -- | -- | -- | -- | -- | -- | -- | -- |
| アルゼンチン   | 3  | 3  | 0  | 0  | 7  | 3  | +4 | 9  |
| スペイン       | 3  | 2  | 0  | 1  | 4  | 2  | +2 | 6  |
| マリ           | 3  | 1  | 0  | 2  | 4  | 7  | −3 | 3  |
| ウズベキスタン | 3  | 0  | 0  | 3  | 3  | 6  | −3 | 0  |

| 2003年11月28日 17:45 |

| アルゼンチン              | 2 – 1    | スペイン  |
| フェルナンデス 50分, 74分 | リポート | ガビ 25分 |

| シャールジャ・スタジアム、シャールジャ 観客数: 15,000 主審: ベニート・アルチュンディア |

| 2003年11月28日 20:30 |

| ウズベキスタン                  | 2 – 3    | マリ                                       |
| イノモフ 18分 · ゲインリフ 63分 | リポート | Diarra 4分 · ベルト 51分 · クリバリ 90+1分 |

| シャールジャ・スタジアム、シャールジャ 観客数: 3,000 主審: ウィウソン・ジ・ソウザ |

| 2003年12月1日 17:45 |

| マリ | 0 – 2    | スペイン                                           |
|      | リポート | フアンフラン 16分 · セルヒオ・ガルシア 77分 (pen.) |

| シャールジャ・スタジアム、シャールジャ 観客数: 6,500 主審: オスカル・ルイス |

| 2003年12月1日 20:30 |

| ウズベキスタン | 1 – 2    | アルゼンチン                                 |
| ゲインリフ 4分 | リポート | フェルナンデス 70分 · カベナギ 90+3分 (pen.) |

| シャールジャ・スタジアム、シャールジャ 観客数: 8,500 主審: アブドゥ・ディウフ |

| 2003年12月4日 17:45 |

| アルゼンチン                                             | 3 – 1    | マリ               |
| フェレイラ 13分 · エレーラ 26分 · ディアキテ 32分 (o.g.) | リポート | ベルト 48分 (pen.) |

| シャールジャ・スタジアム、シャールジャ 観客数: 5,000 主審: フランク・デ・ブレーケル |

| 2003年12月4日 20:30 |

| スペイン        | 1 – 0    | ウズベキスタン |
| イニエスタ 15分 | リポート |                |

| シャールジャ・スタジアム、シャールジャ 観客数: 4,000 主審: マッシモ・ブサッカ |

### グループC
| チーム         | 試 | 勝 | 分 | 敗 | 得 | 失 | 差 | 点 |
| -------------- | -- | -- | -- | -- | -- | -- | -- | -- |
| オーストラリア | 3  | 2  | 1  | 0  | 6  | 4  | +2 | 7  |
| ブラジル       | 3  | 1  | 1  | 1  | 5  | 4  | +1 | 4  |
| カナダ         | 3  | 1  | 0  | 2  | 2  | 4  | −2 | 3  |
| チェコ         | 3  | 0  | 2  | 1  | 2  | 3  | −1 | 2  |

| 2003年11月28日 17:45 |

| ブラジル                              | 2 – 0    | カナダ |
| カルヴァーリョ 56分 · ニウマール 84分 | リポート |        |

| アール・ラーシド・スタジアム、ドバイ 観客数: 13,150 主審: イトゥラルデ・ゴンサレス |

| 2003年11月28日 20:30 |

| チェコ              | 1 – 1    | オーストラリア    |
| リンベルスキー 24分 | リポート | マクドナルド 49分 |

| アール・ラーシド・スタジアム、ドバイ 観客数: 8,200 主審: アブドゥ・ディウフ |

| 2003年12月1日 17:45 |

| オーストラリア                | 2 – 1    | カナダ        |
| ブロスケ 12分 · マッカイ 54分 | リポート | ヒューム 33分 |

| アール・ラーシド・スタジアム、ドバイ 観客数: 8,200 主審: 權鐘哲 |

| 2003年12月1日 20:30 |

| チェコ              | 1 – 1    | ブラジル          |
| リンベルスキー 34分 | リポート | アダイウトン 37分 |

| アール・ラーシド・スタジアム、ドバイ 観客数: 12,500 主審: ベニート・アルチュンディア |

| 2003年12月4日 17:45 |

| ブラジル                          | 2 – 3    | オーストラリア                          |
| ジュニーニョ 75分 · ドゥドゥ 87分 | リポート | ダンズ 31分, 37分 · ディレフスキー 47分 |

| アール・ラーシド・スタジアム、ドバイ 観客数: 10,000 主審: ロベルト・ロセッティ |

| 2003年12月4日 20:30 |

| カナダ        | 1 – 0    | チェコ |
| ヒューム 80分 | リポート |        |

| アール・ラーシド・スタジアム、ドバイ 観客数: 4,000 主審: オラシオ・エリソンド |

### グループD
| チーム       | 試 | 勝 | 分 | 敗 | 得 | 失 | 差 | 点 |
| ------------ | -- | -- | -- | -- | -- | -- | -- | -- |
| 日本         | 3  | 2  | 0  | 1  | 3  | 4  | −1 | 6  |
| コロンビア   | 3  | 1  | 2  | 0  | 4  | 1  | +3 | 5  |
| エジプト     | 3  | 1  | 1  | 1  | 1  | 1  | 0  | 4  |
| イングランド | 3  | 0  | 1  | 2  | 0  | 2  | −2 | 1  |

| 2003年11月29日 17:45 |

| コロンビア | 0 – 0    | エジプト |
|            | リポート |          |

| アール・マクトゥーム・スタジアム、ドバイ 観客数: 11,000 主審: マッシモ・ブサッカ |

| 2003年11月29日 20:30 |

| 日本          | 1 – 0    | イングランド |
| 坂田大輔 54分 | リポート |              |

| アール・マクトゥーム・スタジアム、ドバイ 観客数: 12,000 主審: ケヴィン・ストット |

| 2003年12月2日 17:45 |

| イングランド | 0 – 1    | エジプト    |
|              | リポート | Moteab 74分 |

| アール・マクトゥーム・スタジアム、ドバイ 観客数: 12,000 主審: シャムスル・マイディン |

| 2003年12月2日 20:30 |

| 日本          | 1 – 4    | コロンビア                                                                    |
| 坂田大輔 75分 | リポート | デ・ラ・クエスタ 35分 · カストリジョン 43分 · アギラール 65分 · リバス 90+3分 |

| アール・マクトゥーム・スタジアム、ドバイ 観客数: 7,200 主審: マシュー・ブリーズ |

| 2003年12月5日 17:45 |

| コロンビア | 0 – 0    | イングランド |
|            | リポート |              |

| アール・マクトゥーム・スタジアム、ドバイ 観客数: 9,210 主審: ラハマン・アル＝デラワル |

| 2003年12月5日 20:30 |

| エジプト | 0 – 1    | 日本          |
|          | リポート | 平山相太 79分 |

| アール・マクトゥーム・スタジアム、ドバイ 観客数: 11,800 主審: ベニート・アルチュンディア |

### グループE
| チーム           | 試 | 勝 | 分 | 敗 | 得 | 失 | 差 | 点 |
| ---------------- | -- | -- | -- | -- | -- | -- | -- | -- |
| アイルランド     | 3  | 2  | 1  | 0  | 6  | 3  | +3 | 7  |
| コートジボワール | 3  | 1  | 2  | 0  | 4  | 3  | +1 | 5  |
| サウジアラビア   | 3  | 0  | 2  | 1  | 2  | 3  | −1 | 2  |
| メキシコ         | 3  | 0  | 1  | 2  | 2  | 5  | −3 | 1  |

| 2003年11月29日 17:45 |

| サウジアラビア      | 1 – 2    | アイルランド          |
| アル＝メヒアニ 49分 | リポート | エリオット 18分, 77分 |

| シェイク・ハリーファ国際スタジアム、アル・アイン 観客数: 9,055 主審: マシュー・ブリーズ |

| 2003年11月29日 20:30 |

| メキシコ          | 1 – 2    | コートジボワール        |
| デ・ニグリス 85分 | リポート | トフア 19分 · コネ 58分 |

| シェイク・ハリーファ国際スタジアム、アル・アイン 観客数: 6,350 主審: 權鐘哲 |

| 2003年12月2日 17:45 |

| コートジボワール | 2 – 2    | アイルランド                      |
| コネ 12分, 67分  | リポート | ペイズリー 36分 · エリオット 74分 |

| シェイク・ハリーファ国際スタジアム、アル・アイン 観客数: 10,265 主審: マッシモ・ブサッカ |

| 2003年12月2日 20:30 |

| メキシコ    | 1 – 1    | サウジアラビア |
| ピント 30分 | リポート | マジラシ 15分  |

| シェイク・ハリーファ国際スタジアム、アル・アイン 観客数: 10,950 主審: ケヴィン・ストット |

| 2003年12月5日 17:45 |

| サウジアラビア | 0 – 0    | コートジボワール |
|                | リポート |                  |

| シェイク・ハリーファ国際スタジアム、アル・アイン 観客数: 10,370 主審: 權鐘哲 |

| 2003年12月5日 20:30 |

| アイルランド                  | 2 – 0    | メキシコ |
| ペイズリー 35分 · ケリー 85分 | リポート |          |

| シェイク・ハリーファ国際スタジアム、アル・アイン 観客数: 9,230 主審: ウィウソン・ジ・ソウザ |

### グループF
| チーム         | 試 | 勝 | 分 | 敗 | 得 | 失 | 差 | 点 |
| -------------- | -- | -- | -- | -- | -- | -- | -- | -- |
| アメリカ合衆国 | 3  | 2  | 0  | 1  | 6  | 4  | +2 | 6  |
| パラグアイ     | 3  | 2  | 0  | 1  | 4  | 3  | +1 | 6  |
| 韓国           | 3  | 1  | 0  | 2  | 2  | 3  | −1 | 3  |
| ドイツ         | 3  | 1  | 0  | 2  | 3  | 5  | −2 | 3  |

| 2003年11月29日 17:45 |

| パラグアイ         | 1 – 3    | アメリカ合衆国                                  |
| ドス・サントス 6分 | リポート | ジョンソン 53分 · マギー 68分 · コンヴェイ 81分 |

| アール・ナヒヤーン・スタジアム、アブダビ 観客数: 3,500 主審: シャムスル・マイディン |

| 2003年11月29日 20:30 |

| 韓国                        | 2 – 0    | ドイツ |
| 李鎬鎮 51分 · 李宗ミン 70分 | リポート |        |

| アール・ナヒヤーン・スタジアム、アブダビ 観客数: 8,000 主審: モハメド・ベヌザ |

| 2003年12月2日 17:45 |

| ドイツ                                            | 3 – 1    | アメリカ合衆国        |
| フート 47分 · トロホウスキ 60分 · クナイスル 63分 | リポート | ウィットブレッド 77分 |

| アール・ナヒヤーン・スタジアム、アブダビ 観客数: 6,000 主審: ウィウソン・ジ・ソウザ |

| 2003年12月2日 20:30 |

| 韓国 | 0 – 1    | パラグアイ      |
|      | リポート | ベラスケス 14分 |

| アール・ナヒヤーン・スタジアム、アブダビ 観客数: 5,000 主審: ロベルト・ロセッティ |

| 2003年12月5日 17:45 |

| パラグアイ                          | 2 – 0    | ドイツ |
| ロペス 39分 · アエド・バルデス 57分 | リポート |        |

| アール・ナヒヤーン・スタジアム、アブダビ 観客数: 6,000 主審: イトゥラルデ・ゴンサレス |

| 2003年12月5日 20:30 |

| アメリカ合衆国                      | 2 – 0    | 韓国 |
| ジョンソン 13分 (pen.), 24分 (pen.) | リポート |      |

| アール・ナヒヤーン・スタジアム、アブダビ 観客数: 8,000 主審: マシュー・ブリーズ |

### 3位
| 国名             | 勝点 | 試 | 勝 | 分 | 負 | 得点 | 失点 | 差 |
| ---------------- | ---- | -- | -- | -- | -- | ---- | ---- | -- |
| エジプト         | 4    | 3  | 1  | 1  | 1  | 1    | 1    | 0  |
| 韓国             | 3    | 3  | 1  | 0  | 2  | 2    | 3    | -1 |
| カナダ           | 3    | 3  | 1  | 0  | 2  | 2    | 4    | -2 |
| アラブ首長国連邦 | 3    | 3  | 1  | 0  | 2  | 4    | 7    | -3 |
| マリ             | 3    | 3  | 1  | 0  | 2  | 4    | 7    | -3 |
| サウジアラビア   | 2    | 3  | 0  | 2  | 1  | 2    | 3    | -1 |

※上位4ヶ国がベスト16進出

## 決勝トーナメント

### ベスト16
| 2003年12月8日 18:00 |

| 日本             | 2 – 1 (延長) | 韓国        |
| 坂田 82分, 105分 | (Report)     | 崔成国 38分 |

| アール・ナヒヤーン・スタジアム、アブダビ 観客数: 5,500 主審: オラシオ・エリソンド |

| 2003年12月8日 21:00 |

| ブルキナファソ | 0 – 1    | カナダ          |
|                | (Report) | シンプソン 59分 |

| アール・ナヒヤーン・スタジアム、アブダビ 観客数: 5,000 主審: 權鐘哲 |

| 2003年12月8日 18:00 |

| アルゼンチン         | 2 – 1 (延長) | エジプト      |
| カベナギ 27分, 114分 | (Report)     | メトワル 42分 |

| アール・マクトゥーム・スタジアム、ドバイ 観客数: 10,800 主審: マッシモ・ブサッカ |

| 2003年12月8日 21:00 |

| アメリカ合衆国                      | 2 – 0    | コートジボワール |
| マップ 7分 · ジョンソン 43分 (pen.) | (Report) |                  |

| アール・マクトゥーム・スタジアム、ドバイ 観客数: 3,210 主審: オスカル・ルイス |

| 2003年12月9日 18:00 |

| ブラジル             | 2 – 1 (延長) | スロバキア |
| ドゥドゥ 83分, 100分 | (Report)     | セボ 61分  |

| シャールジャ・クリケット・アソシエーション・スタジアム、シャールジャ 観客数: 12,800 主審: イトゥラルデ・ゴンサレス |

| 2003年12月9日 21:00 |

| オーストラリア | 0 – 1    | アラブ首長国連邦 |
|                | (Report) | マタル 89分      |

| シャールジャ・クリケット・アソシエーション・スタジアム、シャールジャ 観客数: 13,500 主審: ウィウソン・ジ・ソウザ |

| 2003年12月9日 18:00 |

| パラグアイ | 0 – 1    | スペイン                |
|            | (Report) | セルヒオ・ガルシア 66分 |

| シェイク・ハリーファ国際スタジアム、アル・アイン 観客数: 9,250 主審: ベニート・アルチュンディア |

| 2003年12月9日 21:00 |

| アイルランド                      | 2 – 3 (延長) | コロンビア                                         |
| ドイル 85分 · マッカーシー 90+2分 | (Report)     | ペレア 11分 · モンターニョ 70分 · カリージョ 106分 |

| シェイク・ハリーファ国際スタジアム、アル・アイン 観客数: 6,860 主審: フランク・デ・ブレーケル |

### 準々決勝
| 2003年12月12日 18:00 |

| カナダ        | 1 – 2 (延長) | スペイン                              |
| ヒューム 53分 | (Report)     | イニエスタ 35分 · アリスメンディ 97分 |

| アル・ジャジーラ・ムハンマド・ビン・ザーイド・スタジアム、アブダビ 観客数: 15,000 主審: ウィウソン・ジ・ソウザ |

| 2003年12月12日 21:00 |

| アメリカ合衆国  | 1 – 2 (延長) | アルゼンチン                                  |
| コンヴェイ 59分 | (Report)     | マスチェラーノ 90+4分 · カベナギ 104分 (pen.) |

| アル・ジャジーラ・ムハンマド・ビン・ザーイド・スタジアム、アブダビ 観客数: 15,500 主審: イトゥラルデ・ゴンサレス |

| 2003年12月12日 18:00 |

| コロンビア        | 1 – 0    | アラブ首長国連邦 |
| モンターニョ 14分 | (Report) |                  |

| アール・ラーシド・スタジアム、ドバイ 観客数: 13,000 主審: オラシオ・エリソンド |

| 2003年12月12日 21:00 |

| 日本      | 1 – 5    | ブラジル                                                             |
| 平山 89分 | (Report) | カルヴァーリョ 2分, 13分 · クレーベル 15分 · ニウマール 34分, 90+1分 |

| アール・ラーシド・スタジアム、ドバイ 観客数: 10,000 主審: オスカル・ルイス |

### 準決勝
| 2003年12月15日 18:00 |

| ブラジル      | 1 – 0    | アルゼンチン |
| ドゥドゥ 65分 | (Report) |              |

| アル・ジャジーラ・ムハンマド・ビン・ザーイド・スタジアム、アブダビ 観客数: 16,000 主審: ベニート・アルチュンディア |

| 2003年12月15日 21:00 |

| スペイン               | 1 – 0    | コロンビア |
| イニエスタ 86分 (pen.) | (Report) |            |

| アール・ラーシド・スタジアム、ドバイ 観客数: 5,700 主審: フランク・デ・ブレーケル |

### 3位決定戦
| 2003年12月19日 18:00 |

| コロンビア                            | 2 – 1    | アルゼンチン      |
| カリージョ 16分 · カストリジョン 62分 | (Report) | フェレイラ 45+1分 |

| シェイク・ザイード・スタジアム、アブダビ 観客数: 55,000 主審: マシュー・ブリーズ |

### 決勝戦
| 2003年12月19日 20:45 |

| スペイン | 0 – 1    | ブラジル                |
|          | (Report) | フェルナンジーニョ 87分 |

| シェイク・ザイード・スタジアム、アブダビ 観客数: 55,000 主審: ロベルト・ロセッティ |

## 最終結果
| FIFAワールドユース選手権2003優勝国 |
| ---------------------------------- |
| · ブラジル · 5大会ぶり4度目        |

## 表彰
- ゴールデンシューズ賞　エディ・ジョンソン アメリカ合衆国
- ゴールデンボール賞　イスマイル・マタル アラブ首長国連邦
- フェアプレー賞　 コロンビア

## 得点ランキング
| 順位 | 選手名                     | 国               | 得点数 |
| ---- | -------------------------- | ---------------- | ------ |
| 1    | フェルナンド・カベナギ     | アルゼンチン     | 4      |
| 1    | 坂田大輔                   | 日本             | 4      |
| 1    | ドゥドゥ                   | ブラジル         | 4      |
| 1    | エディ・ジョンソン         | アメリカ合衆国   | 4      |
| 5    | アルナ・コネ               | コートジボワール | 3      |
| 5    | アンドレス・イニエスタ     | スペイン         | 3      |
| 5    | ダニエウ・カルヴァーリョ   | ブラジル         | 3      |
| 5    | スティーブン・エリオット   | アイルランド     | 3      |
| 5    | レアンドロ・フェルナンデス | アルゼンチン     | 3      |
| 5    | イアイン・ヒューム         | カナダ           | 3      |
| 5    | ニウマール                 | ブラジル         | 3      |

## 主な出場選手
- ドゥドゥ
- ダニエウ・アウヴェス
- ニウマール
- セルヒオ・ガルシア
- アンドレス・イニエスタ
- ハビエル・マスチェラーノ
- ピオトル・トロホウスキ
- 川島永嗣
- 徳永悠平
- 平山相太